# شام المسكري
هشام المسكري، المعروف مهنيًا بشام المسكري، هو مغني راب وملحن عماني. يعتبر أول مغني راب من الشرق الأوسط أطلق ألبومًا باللغة الإنجليزية في الولايات المتحدة.

## حياته العملية
نشأ في مسقط، عُمان. وهو واحد من خمسة أبناء لأب عماني وأم بريطانية. يُعرف والد المسكري، حمود المسكري، بأنه أول دي جي رئيسي في النوادي الليلية في عُمان. في سن الخامسة عشرة، بدأ شام بكتابة أغانيه الخاصة والمشاركة في مسابقات المواهب. أكمل دراسته في إدارة الأعمال في ماليزيا قبل أن يتجه نحو مسيرته في عالم الموسيقى.

## حياته المهنية
بعد الانتهاء من دراسته، دخل المسكري عالم الموسيقى في ماليزيا تحت إشراف المنتج الماليزي ياسين. في سن الحادية والعشرين، انتقل إلى المملكة المتحدة حيث قدم عروضًا في نوادٍ مختلفة في جميع أنحاء البلاد وتعاون مع دي جي محليين. في عام 2005، انتقل المسكري إلى دبي، حيث تعاون مع المنتج سليم رشاد، المعروف مهنيًا باسم "سال". كما حصل على دعم مالي من رجل الأعمال العُماني منيم زواوي. وبفضل مساعدة سال وزواوي، حققت أول أغنية للمسكري، "نوتي بوي"، المرتبة الأولى في قائمة أفضل الأغاني على إذاعة راديو وان. في عام 2008، وصلت أغنيته "وان آند أونلي" إلى المرتبة الأولى على قناة إم تي في العربية. وفي عام 2010، قدم المسكري عرضًا في حفل الختام لدورة الألعاب الشاطئية الآسيوية الثانية في مسقط، عُمان.
كان المسكري أول فنان من الشرق الأوسط يوقع مع شركة النشر والتوزيع الأمريكية "تيل ميوزك غروب" (TMG)، حيث أطلق ألبومه الثاني "تيك يور بودي أوفر" في لوس أنجلوس في عام 2014. على مدار مسيرته، قدم المسكري عروضًا مع فنانين دوليين مثل أكون، ني-يو، شون بول، جاي شون، شاجي، أوماريون، ولويد.